# Multivibratore
I multivibratori sono una categoria di circuiti elettronici con in comune la caratteristica di poter generare delle transizioni in corrente o in tensione con tempi di commutazione brevi rispetto al periodo, ovvero che producano degli "scatti" tra gli stati stabili possibili del circuito.

## Categorie
I multivibratori si suddividono in tre categorie:

### Astabili

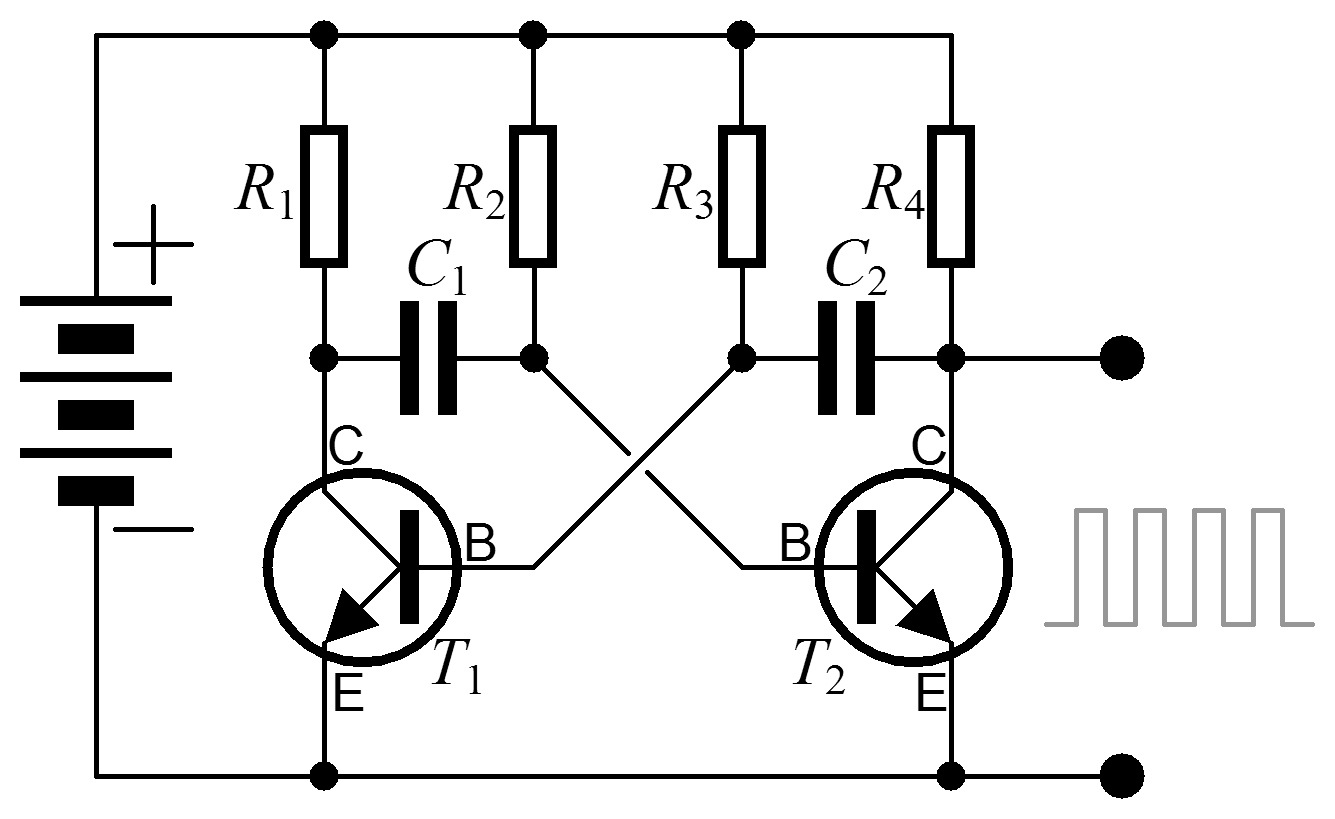
Schema di multivibratore astabile

Nessuno dei due stati è stabile e il circuito passa continuamente da uno stato all'altro. Il circuito si comporta pertanto come un particolare oscillatore a rilassamento, in grado di produrre onde quadre.
Si supponga che nel circuito in figura inizialmente il transistor T1 conduca. La tensione sul collettore è praticamente zero e si ha la carica di C1 attraverso R2. Quando il potenziale nel punto tra C1, R2 e la base di T2 raggiunge 0,6 V, T2 entra in conduzione, portando il potenziale sul suo collettore a zero. C2 inizia a caricarsi provocando l'interdizione di T1 e C1 si scarica via R1-R2. Nel nuovo stato C2 si carica attraverso R3 fino a che la tensione raggiunge 0,6 V, al che T1 ritorna a condurre, caricando C1 e provocando l'interdizione di T2. C2 si scarica via R3-R4. Il ciclo si ripete indefinitamente, con un periodo determinato dai valori dei resistori e dei condensatori. Se i valori di R2/C1 e R3/C2 differiscono, i tempi di accensione/spegnimento dei due transistor non sono simmetrici ed è così possibile variare il duty cycle del segnale.
Il circuito può anche essere visto composto da due stadi amplificatori a emettitore comune reazionati positivamente.
I resistori possono avere, ad esempio, i seguenti valori:
R2 = R3 = 22 kΩ
R1 = R4 = 470 Ω
I condensatori, in funzione della frequenza richiesta, possono avere capacità da centinaia di pF a centinaia di uF.

### Bistabili

Schema di multivibratore bistabile (R1, R2 = 1 kΩ, R3, R4 = 10 kΩ).

I multivibratori bistabili hanno due stati di stabilità. 
In questi circuiti il livello cambia solo quando il sistema è sollecitato dall'esterno e mantiene tale livello per tempo indefinito. Si realizza così un semplice dispositivo di memoria, chiamato flip-flop, in grado di immagazzinare un bit.
I multivibratori bistabili sono usati in particolare nei registri di accumulazione dei microprocessori e in alcuni tipi di memorie per computer.
Un multivibratore bi-stabile può essere realizzato con un amplificatore operazionale in retroazione positiva a se stesso.

### Monostabili
Il circuito ha uno stato stabile (A), se viene sollecitato a passare all'altro stato (B) allora lo mantiene per un ben determinato periodo di tempo {\displaystyle \tau }, dopodiché ritorna automaticamente allo stato stabile. Per cui è sufficiente una sola sollecitazione esterna per realizzare un ciclo del tipo: Stato A - Stato B per un tempo {\displaystyle \tau } - Stato A. Lo stato A invece può essere mantenuto per un tempo indefinito.
La particolarità di questo circuito sta nel fatto che è in grado di produrre un impulso di durata prefissata {\displaystyle \tau }.
Il circuito può essere usato come formatore di impulsi o come temporizzatore.
Per esempio nell'elettrocardiogramma si ha la produzione di un suono: il tipico "beep". La frequenza di questo (numero di beep al secondo) indica la frequenza cardiaca, ma la durata del singolo beep è costante. Infatti la durata del beep è regolata con un circuito monostabile.

#### Monostabile ad OPAMP con circuito di Trigger
La sollecitazione che induce un circuito monostabile a passare, da uno stato stabile (A) ad uno stato "metastabile" (B) per una durata, preimpostata, di tempo T, è detto segnale di Trigger. È bene specificare che l'evento di trigger può essere di durata variabile, ma sussistono importanti condizioni, per cui tale segnale riesca a innescare un effetto di reazione da parte del sistema monostabile.
Al fine di comprendere al meglio un'implementazione circuitale che garantisca il funzionamento preventivato, si riprendono i concetti fondamentali di un Trigger di Schmitt invertente.  In un circuito di questo tipo avremo che, qualora : {\displaystyle Vo=V_{OH}}(limite superiore di tensione dell'oscillatore) , sul morsetto "+" dell'op-amp si instaura un valore di tensione positivo (una soglia) {\displaystyle V^{+}=V_{TH}=\beta V_{OH}}.
Se la tensione in ingresso {\displaystyle Vi}, addotta al morsetto "-" dell'op-amp, eguaglia la tensione sul morsetto {\displaystyle V^{+}}, il Trigger di Schmitt invertente commuta, portando {\displaystyle Vo\mapsto V_{OL}} . In questo caso sul morsetto {\displaystyle V^{+}}, otterremo una soglia negativa  {\displaystyle V^{+}=V_{TL}=\beta V_{OL}}. Se eguagliata da {\displaystyle Vi}, il sistema tornerà a commutare su {\displaystyle Vo\mapsto V_{OH}} .
Un circuito monostabile è fisicamente realizzabile, facendo quindi uso di un Trigger di Schmitt invertente, inserito in una configurazione tale da realizzare un oscillatore non lineare generatore di onda quadra, del tipo riportato in figura (a meno del diodo D1).

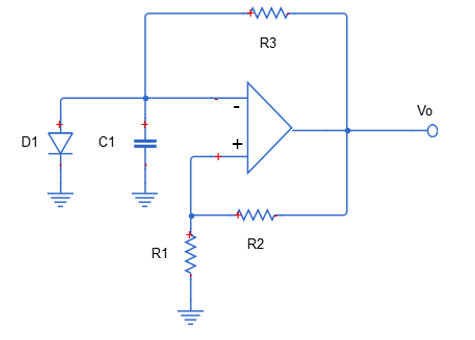
Circuito ad op-amp per realizzazione di monostabile

Escludendo l'utilizzo del diodo D1, tale circuito ha la peculiarità di oscillare autonomamente generando su {\displaystyle Vo} una forma d'onda quadra. Tale fenomeno è reso possibile dalla ciclicità degli eventi sopra descritti, nel contesto di descrizione del funzionamento dello Schmitt invertente.
In breve:
{\displaystyle Vo=V_{OH}} fa in modo che la capacità C1 si carichi attraverso R3. La {\displaystyle V_{C}(t)}, in tale contesto, fa le veci della {\displaystyle Vi}essendo addotta al morsetto "-" dell'op-amp. {\displaystyle V_{C}(t)\uparrow }cresce sino a che non eguaglia {\displaystyle V^{+}=V_{TH}=\beta V_{OH}}con {\displaystyle \beta ={\frac {R1}{R1+R2}}}.
Il circuito, commuta {\displaystyle Vo\mapsto V_{OL}}, quindi {\displaystyle V^{+}=V_{TL}=\beta V_{OL}}.
La capacità C1 si scarica attraverso R3. {\displaystyle V_{C}(t)\downarrow }decresce sino ad eguagliare {\displaystyle V_{TL}}e dunque si ottiene nuovamente {\displaystyle Vo=V_{OH}}. L'onda quadra è così stata generata.
L'inserimento di D1 fa in modo di impedire alla {\displaystyle V_{C}(t)}di raggiungere {\displaystyle V^{+}=V_{TH}=\beta V_{OH}}, qualora {\displaystyle Vo=V_{OH}}.
Infatti , una volta entrato in conduzione {\displaystyle V_{C}(t)=V^{-}=V_{DON}=cost.} In questa configurazione il circuito mantiene stabilmente {\displaystyle Vo=V_{OH}}.
Basterà invertire la polarizzazione di D1 per ottenere un monostabile a stato stabile {\displaystyle Vo=V_{OL}}.
Per sua stessa natura un circuito monostabile deve essere sensibile alle variazioni di segnale in ingresso, ragion per cui è necessario completare il sistema sopra riportato, mediante l'inserimento di un circuito, detto circuito di trigger, che isoli le sole transizioni positive (o negative) del segnale in ingresso. 

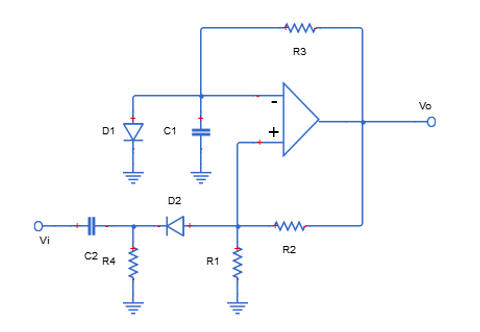
Monostabile con circuito di trigger

Tale circuito è implementabile, come da figura, mediante la cascata di un filtro R4C2 passa alto, e di un diodo D2 con anodo posto a {\displaystyle V^{+}}. In questa configurazione il circuito è in grado di rilevare rapide transizioni negative di {\displaystyle Vi}.
Se il diodo D2 è a polarità invertita, saremo in grado di rilevare transizioni positive di {\displaystyle Vi}.
Se {\displaystyle Vo=V_{OH}}, indipendentemente dall'andamento stabile di {\displaystyle Vi}(filtrato dall'RC) , {\displaystyle V^{+}=V_{TH}}e quindi D2 sarà ON. Al fine di non modificare {\displaystyle \beta }, ora proporzionale anche a R4, si sceglie {\displaystyle R4>>R1} .
Quando sopraggiunge una transizione brusca {\displaystyle \Delta Vi}, tale da coprire in ampiezza la differenza {\displaystyle V_{TH}-V_{DON}}, la tensione su {\displaystyle V^{+}}tenderà a scendere bruscamente sino ad "incrociare" il livello di tensione su {\displaystyle V^{-}=V_{DON}}.
Per il principio di funzionamento di un generatore ad onda quadra, il sistema commuterà {\displaystyle Vo\mapsto V_{OL}}e la capacità C1 tenderà a scaricarsi {\displaystyle V_{C}(t)\downarrow } tendendo a {\displaystyle V_{OL}}con costante di tempo {\displaystyle \tau =R3C1}.

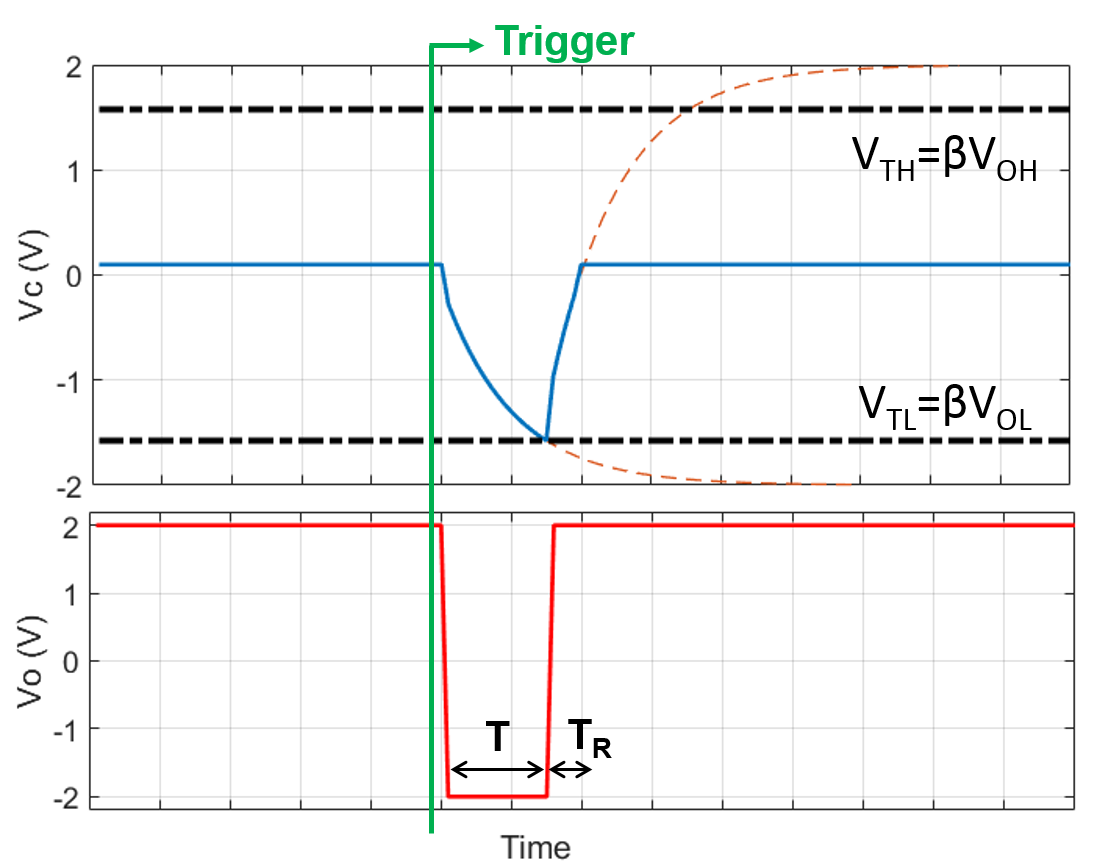
Risposta temporale circuito monostabile con trigger

Una volta incrociato {\displaystyle V^{+}=V_{TL}=\beta V_{OL}}, il sistema ri-commuta a {\displaystyle Vo\mapsto V_{OH}}, facendo caricare C1 , sino a che {\displaystyle V_{C}(t)=V^{-}=V_{DON}=cost.}. Il sistema ritorna nuovamente stabile.
Una schematizzazione delle forme d'onda in uscita è riportata nella miniatura a destra.
Osservando l'andamento delle due forme d'onda è possibile identificare il tempo {\displaystyle T}che caratterizza un circuito monostabile.
Esso è definito dal tempo di scarica del condensatore C1 che passa da una condizione iniziale di {\displaystyle V_{C}(0)=V_{DON}}a {\displaystyle V_{C}(T)=V_{TL}}, con tendenza a stato stazionario in {\displaystyle V_{C}(\infty )=V_{OL}}(tratteggiata rossa).
Noto che {\displaystyle V_{C}(T)=V_{C}(0)+(V_{C}(\infty )-V_{C}(0))(1-e^{-{\frac {T}{\tau }}})}
è possibile ricavare il valore di {\displaystyle T}, come:
{\displaystyle T=\tau *ln({\frac {V_{OL}-V_{DON}}{V_{OL}-V_{TL}}})}
e quindi regolabile mediante un tuning di {\displaystyle \beta ={\frac {R1}{R1+R2}}}.

##### Tempo di riposo di un monostabile
La miniatura riguardante gli andamenti temporali riporta, oltre al tempo {\displaystyle T}, un tempo {\displaystyle T_{R}}, detto tempo di riposo , in cui il sistema , pur se sollecitato opportunamente, non risulterà triggerabile.
Tale tempo di riposo {\displaystyle T_{R}}, consiste nel tempo impiegato dal condensatore C1 a ricaricarsi sino a  {\displaystyle V_{C}(T_{R})=V_{DON}}, a partire da una condizione iniziale di {\displaystyle V_{C}(0)=V_{TL}}con tendenza a stato stazionario in {\displaystyle V_{C}(\infty )=V_{OH}}(tratteggiata rossa).
Noto che {\displaystyle V_{C}(T)=V_{C}(0)+(V_{C}(\infty )-V_{C}(0))(1-e^{-{\frac {T}{\tau }}})}
è possibile ricavare il valore di {\displaystyle T}, come:
{\displaystyle T_{R}=\tau \cdot \ln \left({\frac {V_{OH}-V_{TL}}{V_{OH}-V_{DON}}}\right)}.

## Circuiti integrati

Pinout di un integrato NE555

Nella forma più semplice il circuito multivibratore consiste di due transistor interconnessi. Utilizzando reti di resistori e condensatori è possibile definire il periodo di tempo degli stati instabili.
A volte per fare un circuito multivibratore si utilizzano porte logiche soprattutto in tecnologia CMOS per il loro basso consumo e la loro alta impedenza di ingresso, quest'ultima caratteristica permette di utilizzare resistori di valore elevato ottenendo grandi costanti di tempo senza dover ricorrere a condensatori con valori di capacità troppo grande.
Spesso i multivibratori sono incorporati in circuiti integrati. In particolare in elettronica è molto utilizzato un circuito integrato multivibratore per uso generale: il 555. Oltre al circuito base include funzioni accessorie per ottenere una precisione superiore a un semplice circuito a transistor. Con l'aggiunta di pochissimi componenti esterni, tra cui la rete RC, il dispositivo può essere configurato come multivibratore astabile, bistabile o monostabile.